# Parantica eucleona
Parantica eucleona är en fjärilsart som beskrevs av Hans Fruhstorfer 1903. Parantica eucleona ingår i släktet Parantica och familjen praktfjärilar. Inga underarter finns listade i Catalogue of Life.